# Brooklyn (ciclismo)
La Brooklyn, già Dreher, è stata una squadra maschile italiana di ciclismo su strada, attiva nel professionismo dal 1970 al 1978. Diretta dall'ex ciclista Franco Cribiori, fu sponsorizzata dal 1970 al 1972 da Dreher, e dal 1973 al 1977 da Perfetti con il marchio Brooklyn.

## Storia

### 1970-1972: Dreher

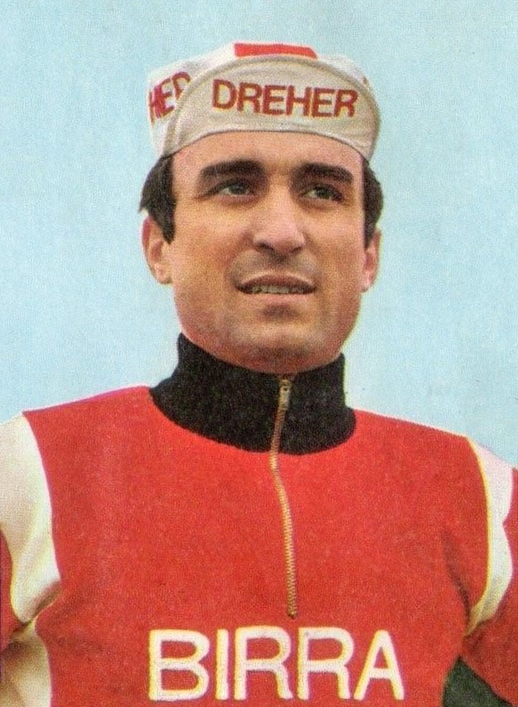
Giordano Turrini in maglia Dreher nel 1971

La squadra nasce nel 1970 come Gruppo Sportivo Dreher, sponsorizzata dal birrificio Dreher (già presente nel mondo di ciclismo dal 1966 come marchio della classifica a punti al Giro d'Italia, o "Trofeo Dreher") e diretta in ammiraglia dal giovane Franco Cribiori, già ds della G.B.C.. La nuova squadra annovera inizialmente tra le sue file undici corridori, tra cui il due volte campione del mondo di velocità Patrick Sercu, e al primo anno è attiva quasi unicamente in Italia. Nel 1971 la Dreher si amplia, integrando in rosa tra gli altri il cronoman danese Ole Ritter e il velocista della pista Giordano Turrini; i successi in stagioni sono una decina, e tra questi spiccano le quattro vittorie di tappa al Giro d'Italia, due con Sercu e una con Pierfranco Vianelli e Ole Ritter.
Per il 1972 vengono messi sotto contratto tre ciclisti dalla Molteni e soprattutto il forte specialista delle classiche Roger De Vlaeminck dalla Flandria-Mars; quest'ultimo si aggiudica in stagione la Milano-Torino, la Tirreno-Adriatico, la prima delle sue quattro Parigi-Roubaix e quattro frazioni e la classifica a punti al Giro d'Italia.

### 1973-1977: Brooklyn
A fine 1972 Giorgio Perfetti, presidente dell'azienda di dolciumi Perfetti, rileva la squadra da Dreher per fondare il nuovo Gruppo Sportivo Brooklyn (dal nome del chewing-gum loro prodotto di punta). All'azienda dolciaria lainatese si affianca la torinese Gios per la fornitura delle biciclette; i telai dei cicli, su richiesta di Perfetti, vengono verniciati con un nuovo blu brillante, detto "blu Gios", divenuto in seguito iconico. Il primo anno di Brooklyn è ricco di successi: sono ben 34 le vittorie su strada (inclusi i circuiti e le kermesse), di cui 21 a opera di De Vlaeminck, e tra queste la Milano-Sanremo, la Tirreno-Adriatico e tre frazioni al Giro d'Italia; lo stesso De Vlaeminck vince anche 13 gare di ciclocross, contribuendo all'affermazione in Europa del marchio Perfetti.

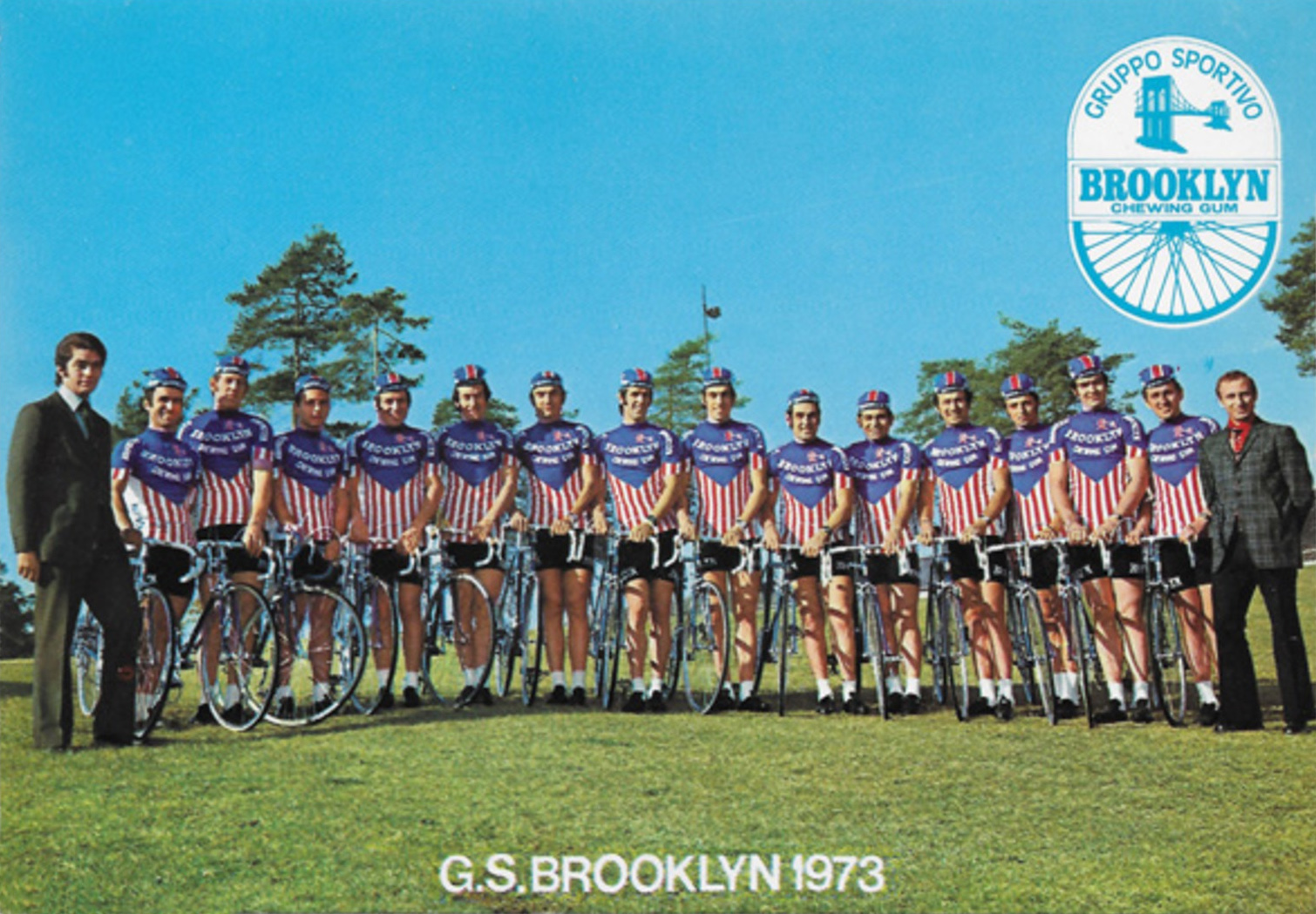
Il G.S. Brooklyn nel 1973

Nel 1974 la Brooklyn diventa una delle squadre più competitive sui diversi terreni: per puntare alle classifiche dei Grandi giri vengono integrati in rosa il giovane Wladimiro Panizza e il belga Johan De Muynck, che affiancano i capitani De Vlaeminck per le classiche e Sercu per le volate. In stagione De Vlaeminck conquista la Milano-Torino, la Tirreno-Adriatico, la sua seconda Parigi-Roubaix (con una celebre rimonta su Francesco Moser), una tappa e la classifica a punti al Giro d'Italia (nella stessa "Corsa Rosa" Sercu vince tre frazioni ed Ercole Gualazzini una), e il Giro di Lombardia. La squadra fa inoltre il suo debutto al Tour de France, vincendo quattro tappe (una con Gualazzini e tre con Sercu, che fa sua anche la classifica a punti) e piazzando Panizza al quarto posto della generale, a 10'59" dal vincitore Eddy Merckx. Il 1975 è l'anno del dominio al Giro d'Italia: la Brooklyn conquista infatti ben dodici frazioni sulle ventitré totali, sette grazie a De Vlaeminck (che conquista anche per la terza volta la classifica a punti, oltre al quarto posto nella generale), tre con Sercu e una con Panizza e Marcello Osler. Tra gli exploit stagionali anche le vittorie di De Vlaeminck alla Tirreno-Adriatico, alla Parigi-Roubaix, al Campionato di Zurigo e al Giro di Svizzera (con ben sei frazioni vinte); al Tour de France, invece, la squadra non viene invitata.

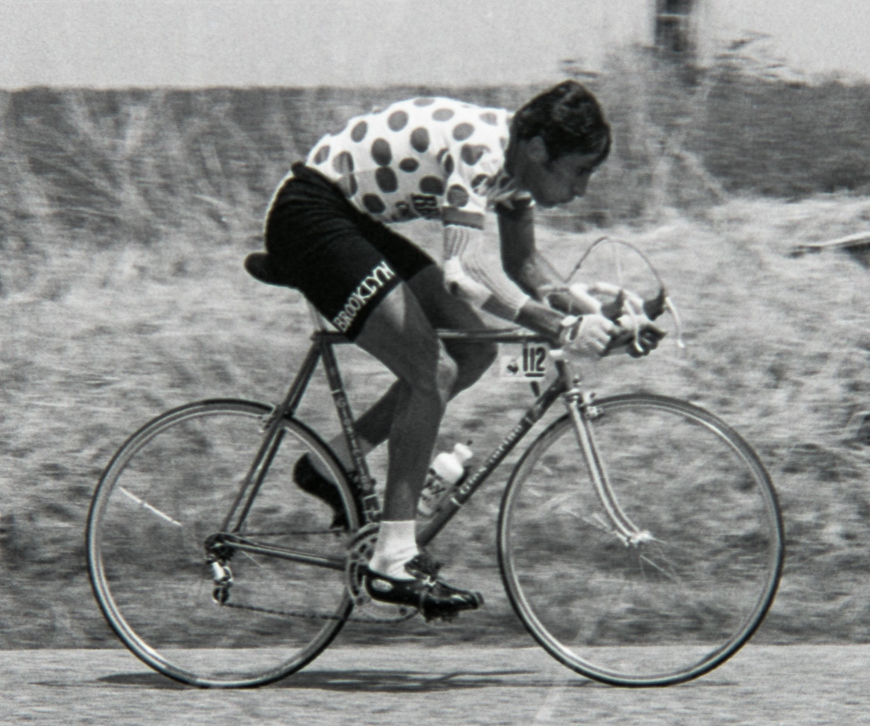
Giancarlo Bellini in maglia a pois al Tour de France 1976

Anche nel 1976 la squadra è grande protagonista al Giro d'Italia: arrivano dieci successi parziali nelle ventiquattro frazioni in programma (quattro per De Vlaeminck, tre per Sercu, e una a testa per De Muynck, Ronald De Witte e Gualazzini), e il secondo posto finale dello stesso De Muynck a soli 19" dal vincitore Felice Gimondi. Brooklyn riappare anche sul palcoscenico del Tour de France: in quella Grande Boucle Aldo Parecchini vince la tappa di Nancy e Giancarlo Bellini conquista la maglia a pois della classifica scalatori. Durante l'anno De Vlaeminck vince anche la Tirreno-Adriatico e il Giro di Lombardia, mentre De Muynck fa suo il Giro di Romandia e De Witte la Parigi-Tours. A fine stagione Sercu lascia il team, in direzione Fiat France. Il 1977 si apre comunque con il sesto successo consecutivo di De Vlaeminck alla Tirreno-Adriatico e con la sua successiva doppietta Giro delle Fiandre-Parigi-Roubaix: si trattò del primo successo del campione belga al Fiandre, e della quarta affermazione alla Roubaix, un record eguagliato solo nel 2012 da Tom Boonen. Il Giro d'Italia subito seguente vede la Brooklyn sfiorare soltanto vittorie parziali, e perdere il capitano De Muynck, non partito nella ventesima tappa a causa delle cadute rimediate nelle tappe di Forlì e Col Drusciè; nel finale di stagione De Vlaeminck vince quindi il Giro del Piemonte.
A fine 1977 la Perfetti decide di abbandonare le corse e la squadra viene dismessa dopo otto anni di successi. Il ds Cribiori prosegue l'attività nel 1978 con la piccola Internazionale Assicurazioni mentre sette ciclisti, tra cui De Vlaeminck, passano sotto la guida di Waldemaro Bartolozzi alla Sanson-Campagnolo capitanata da Francesco Moser; De Muynck si trasferisce invece alla Bianchi-Faema, squadra con cui vincerà il Giro d'Italia 1978.

## Cronistoria

### Annuario
| Anno | Codice | Nome     | Cat. | Biciclette | Dirigenza                                       |
| ---- | ------ | -------- | ---- | ---------- | ----------------------------------------------- |
| 1970 | -      | Dreher   | Pro  | Dreher     | Dir. sportivi: Franco Cribiori                  |
| 1971 | -      | Dreher   | Pro  | Dreher     | Dir. sportivi: Franco Cribiori                  |
| 1972 | -      | Dreher   | Pro  | Dreher     | Dir. sportivi: Franco Cribiori                  |
| 1973 | -      | Brooklyn | Pro  | Gios       | Dir. sportivi: Franco Cribiori                  |
| 1974 | -      | Brooklyn | Pro  | Gios       | Dir. sportivi: Franco Cribiori, Firmin Verhelst |
| 1975 | -      | Brooklyn | Pro  | Gios       | Dir. sportivi: Franco Cribiori                  |
| 1976 | -      | Brooklyn | Pro  | Gios       | Dir. sportivi: Franco Cribiori                  |
| 1977 | -      | Brooklyn | Pro  | Gios       | Dir. sportivi: Franco Cribiori                  |

## Palmarès

### Grandi Giri
- Giro d'Italia

Partecipazioni: 8 (1970, 1971, 1972, 1973, 1974, 1975, 1976, 1977)
Vittorie di tappa: 40
1970: 1 (Patrick Sercu)
1971: 4 (2 Sercu, Vianelli, Ritter)
1972: 4 (4 Roger De Vlaeminck)
1973: 4 (3 Roger De Vlaeminck, Patrick Sercu)
1974: 5 (3 Sercu, De Vlaeminck, Gualazzini)
1975: 12 (7 De Vlaeminck, 3 Sercu, Osler, Panizza)
1976: 10 (4 De Vlaeminck, 3 Sercu, De Muynck, De Witte, Gualazzini)
Vittorie finali: 0
Altre classifiche: 3
1972: Punti (Roger De Vlaeminck)
1974: Punti (Roger De Vlaeminck)
1975: Punti (Roger De Vlaeminck), Squadre
1976: Squadre
- Tour de France

Partecipazioni: 2 (1974, 1976)
Vittorie di tappa: 5
1974: 4 (3 Patrick Sercu, Ercole Gualazzini)
1976: 1 (Aldo Parecchini)
Vittorie finali: 0
Altre classifiche: 2
1974: Punti (Patrick Sercu)
1976: Scalatori (Giancarlo Bellini)
- Vuelta a España

Partecipazioni: 0

### Classiche monumento
- Milano-Sanremo: 1

1973 (Roger De Vlaeminck)
- Giro delle Fiandre: 1

1977 (Roger De Vlaeminck)
- Parigi-Roubaix: 4

1972, 1974, 1975, 1977 (Roger De Vlaeminck)
- Giro di Lombardia: 2

1974, 1976 (Roger De Vlaeminck)